# Ardour (oprogramowanie)
Ardour – program komputerowy pełniący rolę zaawansowanej cyfrowej stacji roboczej, który jest rozpowszechniany na licencji GNU GPL. Oferuje on nagrywanie, edycję i miksowanie materiału dźwiękowego i umożliwia produkowanie płyt CD i miksowanie ścieżek dźwiękowych do filmów. Ardour dostępny jest w wersjach na systemy operacyjne GNU/Linux, FreeBSD, Solaris, OS X i Windows. Głównym autorem programu jest Paul Davis, który jest także odpowiedzialny za JACK Audio Connection Kit.

## Możliwości programu
- wielościeżkowe nagrywanie dźwięku
- niedestrukcyjna edycja z nielimitowanymi możliwościami cofania i przywracania operacji
- pełna obsługa automatyki
- funkcjonalny mikser audio
- nielimitowana liczba ścieżek/szyn/wtyczek
- synchronizacja z timecode
- sterowanie sprzętowe przez, między innymi, Mackie Control Universal
- eksport plików TOC i CUE umożliwiający tworzenie płyt CD-Audio
- obsługa wtyczek LADSPA oraz opcjonalna obsługa wtyczek VST przy zastosowaniu Wine